# Stepping (Mikroprozessoren)
Der Begriff Stepping (stɛping, dt. »Staffelung, Stufung«) – bei AMD auch Core Revision genannt – bezeichnet bei Mikroprozessoren aufeinander folgende Versionen eines Prozessors des gleichen Prozessortyps. Das Stepping ist die genaueste für den Verbraucher sichtbare Bezeichnung eines Prozessortyps, beziehungsweise der Version eines Prozessortyps. Innerhalb einer Prozessorgeneration kann es mehrere Steppingversionen geben.

## Hintergrund
Während sich bei neuen Prozessortypen innerhalb einer Prozessorreihe meist grundlegende, für den Benutzer aussagekräftige Daten des Prozessors (z. B. Taktfrequenz, Befehlssatz, Anzahl und Art der Recheneinheiten, Thermische Verlustleistung) ändern, werden bei Änderung des Steppings in der Regel nur interne Details verändert, jedoch bleiben die Haupteigenschaften des Prozessors unverändert.
Das Stepping kann auch gleichzeitig die Bezeichnung der bei der Fertigung verwendeten Belichtungsmaske(n) sein, jedoch ist dies außerhalb des Herstellers selten genau bekannt.
So können bei einer Änderung des Steppings etwa Fehler beseitigt, Änderungen im Fertigungsprozess wie zum Beispiel die Verkleinerung der Strukturbreite oder Maßnahmen, welche die Produktionsausbeute verbessern, durchgeführt werden. Diese Änderungen sind für den Benutzer nicht sichtbar. Manchmal werden mit einem Stepping auch neue Schnittstellen oder interne Funktionen hinzugefügt, dies geschieht meist als Vorgriff auf die nächste Prozessorgeneration. Allen Steppings ist jedoch gemein, dass Prozessoren gleichen Typs, aber unterschiedlichen Steppings innerhalb der spezifizierten Betriebsparameter im Prinzip austauschbar sind. Durch Beseitigung von Fehlern jedoch gilt dies nicht uneingeschränkt: Fehler in bestimmten Steppings können entsprechende Gegenmaßnahmen im System (insbesondere auf Softwareseite) erfordern, so dass ein Rückschritt des Steppings mit Schwierigkeiten verbunden sein könnte, wenn die Gegenmaßnahmen nicht implementiert sind. Manche Fehler bewirken eine Einschränkung gegenüber den ursprünglich spezifizierten und erst mit späterem Stepping erreichten Betriebsparametern (beispielsweise der Taktfrequenz), so dass hier ebenfalls Abstriche bei der Austauschbarkeit möglich sind.
Es kommt auch vor, dass verschiedene gleichzeitig erhältliche Prozessortypen aus der gleichen Prozessorfamilie das gleiche Stepping besitzen. Dies kann darauf hindeuten, dass diese Prozessoren im gleichen Fertigungsprozess mit den gleichen Belichtungsmasken gefertigt, nach der Produktion auf Leistungsfähigkeit oder andere Eigenschaften wie defekte Recheneinheiten geprüft und dann dementsprechend als unterschiedliche Prozessortypen verkauft werden. So könnte zum Beispiel ein Prozessor einer Familie, die sowohl als Einzelkernprozessor als auch als Mehrkernprozessor erhältlich ist, immer mit vier Kernen hergestellt werden. Nach der Produktion werden die einzelnen Dies auf die Anzahl der funktionsfähigen Kerne geprüft. Dies mit vier funktionsfähigen Kernen werden als Vierkernprozessor, solche mit zwei oder drei funktionsfähigen Kernen als Zweikernprozessor oder ggf. Dreikernprozessor (etwa bei AMDs K10-Generation) und Dies mit einem funktionsfähigen Kern als Einzelkernprozessor verkauft, obwohl alle Prozessoren dieser Familie ursprünglich mit vier Kernen hergestellt wurden. Ebenso können Exemplare eines Prozessors nach der Fertigung auf die maximale Taktfrequenz, mit der sie sicher betrieben werden können, geprüft werden (aufgrund von Fertigungsabweichungen kann diese zwischen einzelnen Exemplaren aus der gleichen Fertigungsstraße variieren) und dann mit dieser ermittelten maximalen Taktfrequenz verkauft werden. Ein solches Vorgehen senkt die Produktionskosten, da nur eine Fertigungsstraße benutzt wird, und erhöht die Ausbeute, weil teilweise defekte oder nicht voll leistungsfähige Exemplare trotzdem verkauft werden können.
Bei Benutzern, die ihre Prozessoren übertakten möchten, werden in Foren oft Unterschiede zwischen den einzelnen Steppings diskutiert, und bestimmte Steppings, die durch Versuche als besonders gut übertaktbar identifiziert wurden, werden innerhalb dieser Benutzergruppen bevorzugt gekauft. Allerdings lässt sich statistisch nicht belegen, ob ein diskutiertes Stepping »X« nun wirklich besser zu übertakten ist als das Stepping »Y«, da in der Regel wichtige Hintergrundinformationen von Herstellerseite aus fehlen.